# Arrondissement di Eeklo
L'arrondissement di Eeklo (in olandese Arrondissement Eeklo, in francese Arrondissement d'Eeklo) è una suddivisione amministrativa belga, situata nella provincia delle Fiandre Orientali e nella regione delle Fiandre.

## Composizione
L'arrondissement di Eeklo raggruppa 6 comuni:

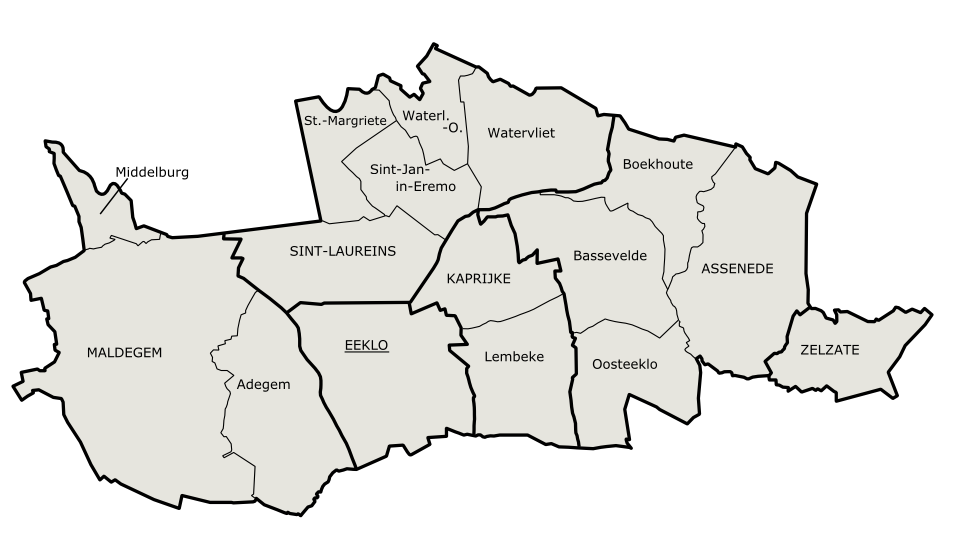
Arrondissement di Eeklo con indicazione dei comuni e le suddivisioni interne

- Assenede
- Eeklo
- Kaprijke
- Maldegem
- Sint-Laureins
- Zelzate

## Società

### Evoluzione demografica
Abitanti censiti
- Fonte dati INS - fino al 1970: 31 dicembre; dal 1980: 1º gennaio